# Editorial Candaya
Candaya es una editorial fundada en 2003, en Barcelona, que publica autores latinoamericanos y españoles. Tiene también una línea de literatura japonesa que empezó en 2010 con la publicación de Idéntico al Ser Humano, de Kobo Abe.
Sus fundadores son Olga Martínez y Paco Robles.
Los dos primeros libros publicados fueron Contra la vida quieta (2004), una antología de la poesía del poeta paraguayo Elvio Romero, y la novela Mariana y los comanches (2004), del venozalono Ednodio Quintero. Ambas obras inauguraron respectivamente las colecciones Poesía y Narrativa.  Tres años después, con Vila-Matas portátil (2007), editado por Margarita Heredia, se estrenó la colección Ensayo, dedicada principalmente a estudios sobre la obra de relevantes escritores, como Enrique Vila-Matas, Juan Marsé o Roberto Bolaño.
Candaya ha editado también a escritores como Juan Villoro, Miguel Serrano Larraz, David Toscana, Agustín Fernández Mallo, Victoria de Stefano, David Monteagudo, Juan José Becerra, Juan Soto Ivars, Mónica Ojeda, Solange Rodríguez, Sergio Chejfec o Bruno Montané. Uno de los mayores éxitos de la firma, que ha publicado con frecuencia autores noveles o poco conocidos, fue Nocilla dream (2006), una narración experimental del español Agustín Fernández Mallo que alcanzó siete ediciones y treinta mil ejemplares vendidos, obteniendo además la bendición de la crítica. Notable fue también la acogida de Mis dos mundos (2008), novela que dio proyección internacional a su autor, el argentino Sergio Chejfec.

## Colecciones
La Editorial Candaya tiene cuatro colecciones:
1. Narrativa
2. Poesía
3. Ensayo
4. Abierta